# Gahnia sieberiana
Gahnia sieberiana är en halvgräsart som beskrevs av Carl Sigismund Kunth. Gahnia sieberiana ingår i släktet Gahnia och familjen halvgräs. Inga underarter finns listade i Catalogue of Life.